# نهر لاليندو
نهر لاليندو (Lalindu) هو نهر يقع في سولاوسي بإندونيسيا. وهو رافد لنهر لاسولو.